# Kormet Sulci
I Kormet Sulci sono una struttura geologica della superficie di Tritone.